# 小谷村営バス
小谷村営バス（おたりそんえいバス）は、長野県北安曇郡小谷村が運行するバスである。運行業務はアルピコ交通白馬営業所およびアルピコタクシー白馬営業所に委託している。

## 概要
かつてはスクールバスや保育園バス、路線バスが別系統として運転されていたが、村の財政負担が非常に大きくなったことから2003年6月にこれらのバスを統合、新たに松本電鉄バスに委託する形で運行を開始した。
2018年現在、アルピコ交通担当車両は、いすゞまたは日野の大型車両が用いられ、アルピコタクシー担当車両にはジャンボタクシーおよびマイクロバスが使用されている。

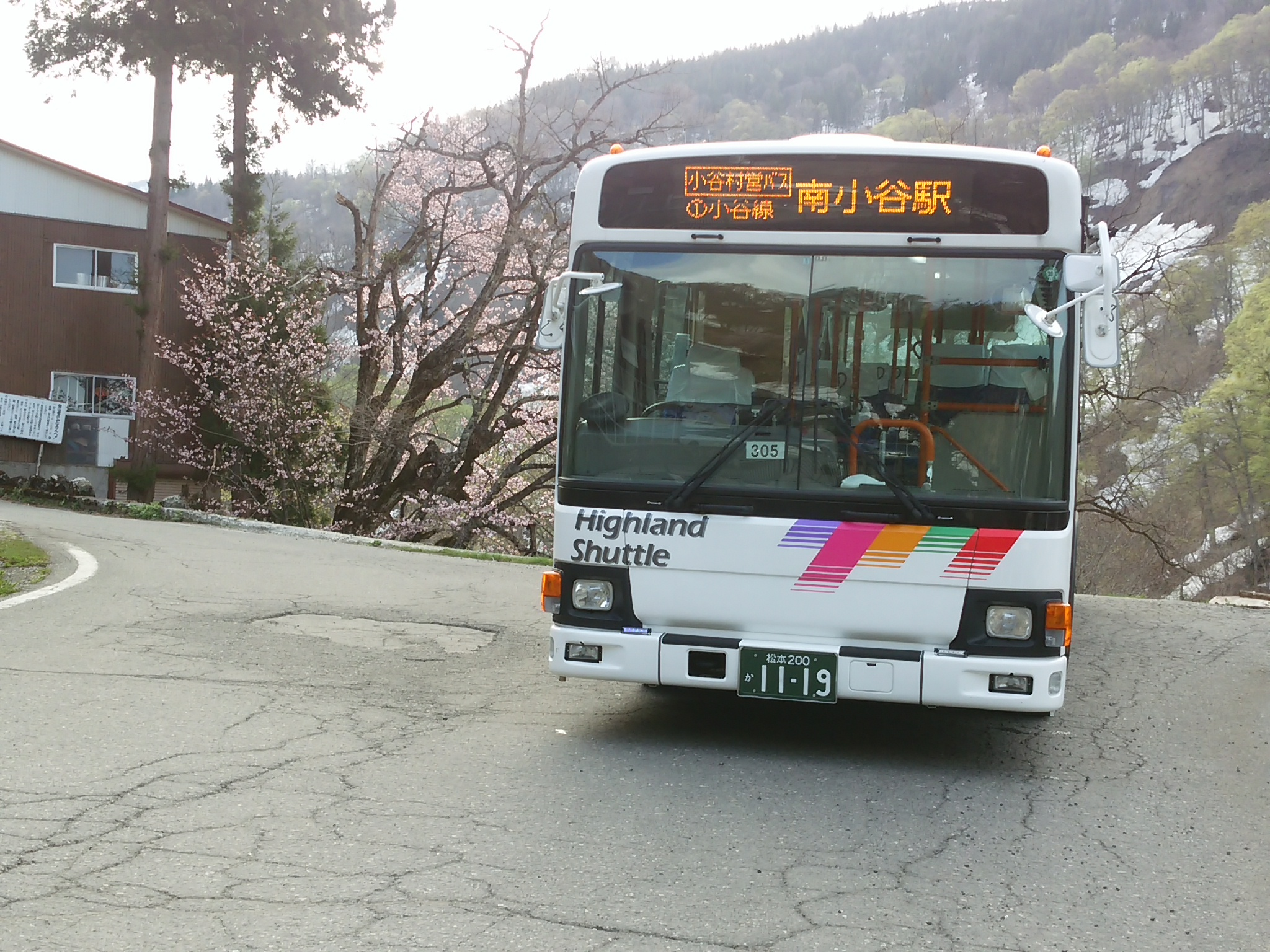
現車両（2017年5月）
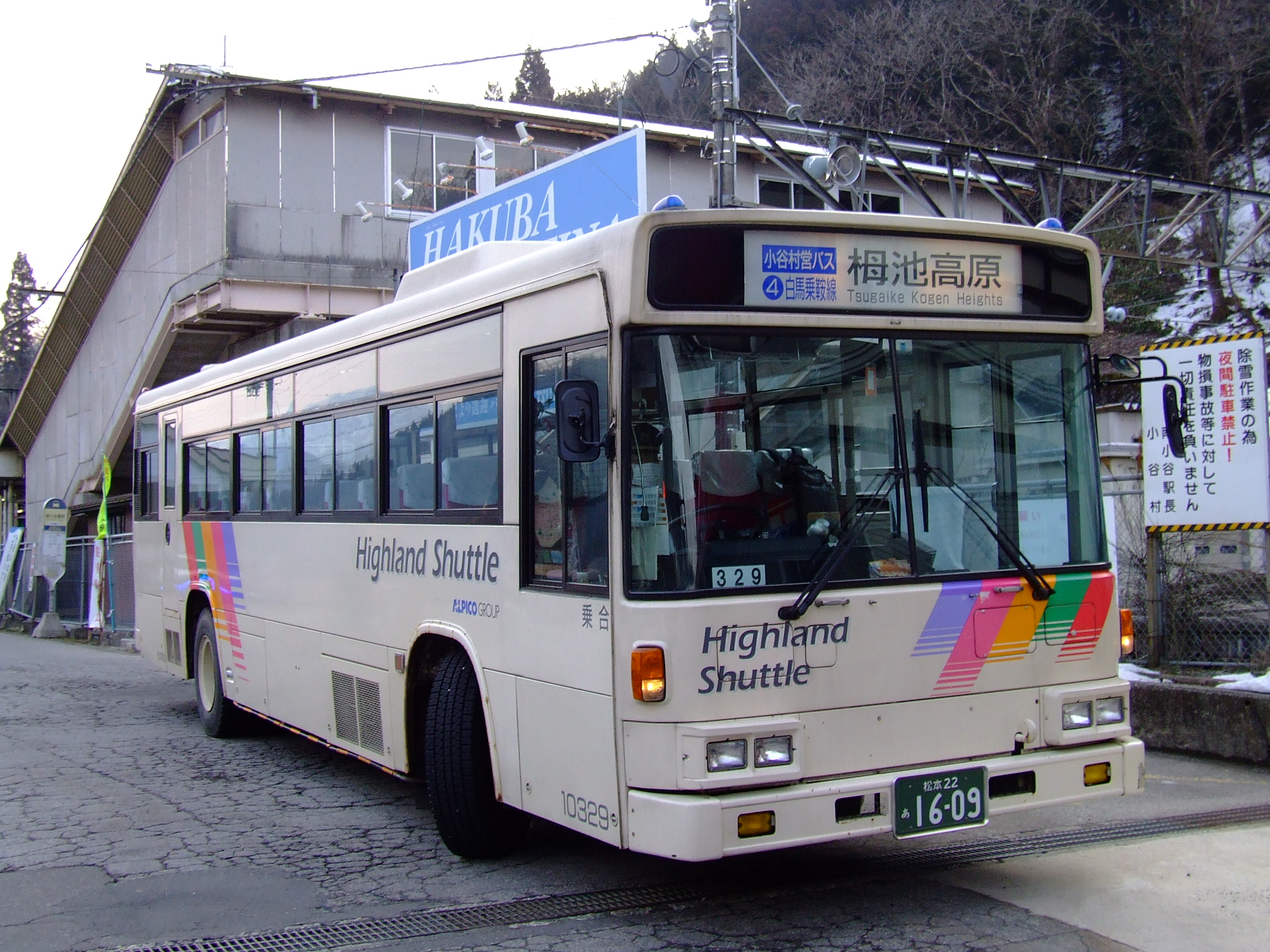
白馬乗鞍線の車両（2007年3月）
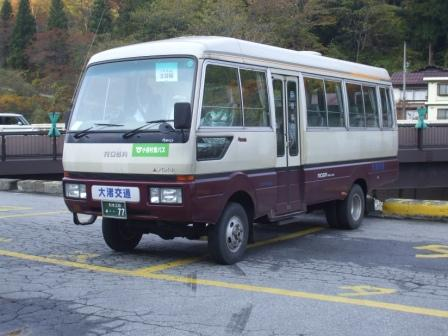
土谷線の車両（2009年10月）

## 沿革
- 2003年（平成15年）6月1日：運行開始。
- 2006年（平成18年）4月1日：土谷線、北小谷線および小谷線スクール便の担当が大渚交通に変更となる。
- 2009年（平成21年）12月16日：松本電鉄担当の路線が川中島バスに変更となる。
- 2010年（平成22年）4月1日：小谷線と白馬乗鞍線の一部便を結節化、栂池高原 - 雨飾高原間を乗り換えなしで運行開始。
- 2011年（平成23年） 4月1日：松本電鉄、川中島バス、諏訪バスが合併しアルピコ交通に統合されたため、川中島バス白馬営業所からアルピコ交通白馬営業所に名称が変更される。
- 2016年（平成28年）4月1日：土谷線、北小谷線の担当が大渚交通からアルピコタクシーに変更となる。

## 運行経路
次の路線が運行されている。尚、各路線の停留所、運行時刻及び路線図については、小谷村観光公式サイト上で公開されている。
- 小谷線
  - 1 南小谷駅 - 中央橋前 - 中土局前 - 大凪下 - 小谷温泉山田旅館前 - 雨飾高原（冬季は大凪下 - 雨飾高原間は運休）
- 栂池線
  - 2 南小谷駅 - 白馬大池駅 - 栂池高原
  - 3 中央橋前 - 南小谷駅 - 牛方宿前 - 栂池高原（運休中）
- 土谷線
  - 5 千国の庄前 - 小谷小学校 - 南小谷駅 - 中央橋前 - 石原 - 曽田 - 奉納（ぶのう）（土曜休日運休）
- 北小谷線
  - 6 千国の庄前 - 小谷小学校 - 南小谷駅 - 中央橋前 - 下寺 - 姫川温泉 - 大網（おあみ）（土曜休日運休）

北小谷線は途中、県外（新潟県糸魚川市平岩）を通る区間があり、自治体バスとして長野県では珍しい。
夏季ダイヤ（4月改正）と冬季ダイヤ（12月改正）で、所要時間を変えている（冬季ダイヤは所要時間をやや長めに取っている）。南小谷駅でのJRとの接続に合わせたダイヤ構成になっている。2010年4月の夏季ダイヤの改正より、小谷線と白馬乗鞍線が南小谷駅前乗換え便を減らし、直通運転を行っていた。

### 過去の路線
- 白馬乗鞍線
  - 4 中央橋前 - 南小谷駅 - 千国口 - 立屋 - 里見 - 栂池高原